# Lukas Fernandes
Lukas Fernandes (Copenhague, 1 de março de 1993) é um futebolista profissional dinamarquês que atua como goleiro, atualmente defende o SønderjyskE.

## Carreira
Lukas Fernandes fará parte do elenco da Seleção Dinamarquesa de Futebol nas Olimpíadas de 2016.